# Cityzi
 (avril 2025).
Cityzi est une initiative française de déploiement de la technologie NFC (Near Field Communication, Communication en champ proche) ou sans contact mobile en France. Elle rassemble les principaux opérateurs de télécommunication, des banques, des opérateurs de transport, des commerçants et des acteurs industriels. Cette initiative a été lancée à Nice en mai 2010.

## Fonctionnement
Les services dits « sans contact mobile » utilisent une technologie radio de très courte portée qui permet à des objets d'échanger des données sur une distance de quelques centimètres, à l'instar des cartes de transport (Carte Navigo) ou des cartes bancaires sans contact. Intégrée dans les mobiles, cette technologie offre la possibilité de les utiliser par exemple comme carte de paiement (dans les commerces, pour le parking, etc.), titre de transport ou encore comme carte de fidélité. 

## Structure
Le regroupement des acteurs autour de la technologie NFC s’est tout d’abord structurée autour du « Forum des services mobiles sans contact », créé en 2008 par le Gouvernement français. L’objectif était de renforcer la coopération visant à développer des applications transformant le téléphone mobile en un portefeuille de services de la vie quotidienne.
En 2008, de grands opérateurs mobiles, Bouygues Telecom, Orange et SFR, ont créé l’Association française du Sans Contact Mobile (AFSCM) afin de contribuer à l’émergence des services sans contact mobile. NRJ Mobile a rejoint l’AFSCM début 2009.

## Les services disponibles
Le premier lancement de cityzi a eu lieu en mai 2010 à Nice, avec la commercialisation d’un téléphone mobile cityzi par les opérateurs et un MVNO et le lancement de services autour du transport, de la culture, du paiement et du commerce. Fin 2010, plus de 3.500 Niçois étaient équipés d'un téléphone Cityzi.
Parmi les services proposés, il est possible de payer, de prendre les transports en commun, d’obtenir des informations touristiques ou de gérer ses points fidélités.

## Déploiement des services
En janvier 2011, 9 villes ont été déclarées « Territoires Leaders du Sans Contact Mobile » par le ministre de l’Économie numérique, Éric Besson, dans le but d’étendre le dispositif : Bordeaux en coordination avec Pessac, Caen en coordination avec la Manche, Lille, Marseille, Nice, Paris, Rennes, Strasbourg et Toulouse.
En mai 2011, dans le cadre du soutien des investissements d'avenir, les pouvoirs publics lancent un nouvel appel à projets sur le thème : "Déploiement de services mobiles sans contact NFC". Le budget est évalué à 20 millions d'euros, pour soutenir 20 à 30 projets. Près de 50 dossiers ont été déposés par les collectivités locales.

## L'Association Française du Sans Contact Mobile
Cityzi est une marque qui a été créée par l’AFSCM en mai 2010. L’Association Française du Sans Contact Mobile a été fondée en avril 2008 par les trois opérateurs de réseau mobile français : Bouygues Telecom, Orange France et SFR. L’AFSCM est une association à but non lucratif régie par la loi de 1901 et qui a pour objectif de faciliter le développement technique et de promouvoir les services sans contact mobiles. Elle accueille les opérateurs de téléphonie mobile, les émetteurs d’applications sans contact, les industriels et les prestataires techniques.

### Missions de l’AFSCM
L'AFSCM a pour missions de :
- Coordonner et fédérer les opérateurs de service et les collectivités qui développent des services NFC.
- Standardiser, spécifier les règles de validation et de fonctionnement des équipements et des services Sans Contact Mobile.
- Définir un niveau d’interopérabilité des services entre les équipements mobiles et les cartes SIM.
- Faciliter et accompagner le développement et la mise en œuvre des services Sans Contact Mobile·
- Assurer la promotion des services Sans Contact Mobile compatibles avec le label NFC CITYZI notamment, auprès des fournisseurs de services, des prestataires techniques, des utilisateurs finaux, des médias et des autorités réglementaires et législatives.

### Structure de l’association

#### Le président
Le président de l’AFSCM est Thierry Millet, ancien PDG de la filiale roumaine d’Orange. Il est actuellement vice-président du Paiement Mobile et NFC d’Orange.

#### Le délégué général
Thibault de Dreuille est issu du groupe Bouygues où il a occupé les postes de directeur général de Bouygues Telecom Caraïbe et directeur des opérations à la Direction Entreprises de Bouygues Telecom

#### Les membres
Les 25 membres que compte l’association sont répartis en quatre collèges selon la nature de leur activité principale : opérateurs ; opérateurs de services ; développeurs d’applications et industriels.
Collège « Opérateur » :Bouygues Telecom, NRJ Mobile, Orange, SFR
Collège« Opérateurs de Services » BNP Paribas, Crédit Mutuel, CIC, SNCF, Société Générale, Transdev
Collège « Développeurs d’application »: Adelya, Airtag, Incentive Office, Pass VIP, Snapp, Sopra                              
Collège “Industriel”:Atos Worldline, Connecthings, Gemalto, High Connexion, Identive, Oberthur Technologies, Orange Business Services, Safran, Tag&Play

## Observatoire du NFC
Afin de mesurer l’impact de Cityzi, un observatoire du NFC a été lancé en avril 2013. C’est un site qui regroupe l’ensemble des données chiffrées fournies par les acteurs du sans contact en France. Le site propose des informations statistiques régulièrement mises à jour sur l’intégralité de l’écosystème du sans contact en France. L’AFSCM fait partie des contributeurs de ce site.

### Le Sans Contact en quelques chiffres

#### Équipement en Sans Contact Mobile
90 modèles de mobiles NFC Cityzi 
11 constructeurs de mobiles NFC Sans Contact

#### Parc de mobiles NFC Cityzi
8 600 000 en septembre 2015
4 000 000 en juillet 2013
1 000 000 en juin 2012

#### Cartes de paiement Sans Contact
40.3 millions de cartes en circulation en France soit + de 60 % du parc (en avril 2016) 

#### Points de vente équipés en terminaux de paiement Sans Contact
368 000 soit 26.8 % du parc installé (en février 2016)

#### À l’échelle mondiale
En mars 2013, environ 55 des principaux opérateurs mobiles du monde entier se sont engagés à soutenir et mettre en œuvre des solutions et des services NFC (source GSMA).
Les services NFC ont déjà été commercialement lancés dans 20 pays (Grande-Bretagne, Canada, Chine, Japon, Nouvelle-Zélande…).
Les dispositifs équipés NFC dépasseront les 500 millions en 2014.